# Selkisaari (ö i Keuruu, Keurusselkä)
Selkisaari är en ö i Finland. Den ligger i sjön Keurusselkä och i kommunen Keuru i den ekonomiska regionen  Keuru  och landskapet Mellersta Finland, i den södra delen av landet, 220 km norr om huvudstaden Helsingfors. Öns area är 23,3 hektar och dess största längd är 0,9 kilometer i nord-sydlig riktning.